# Dominique Plattner
Dominique Plattner (* 10. Oktober 1990) ist ein österreichischer Tischtennisspieler und -trainer. Er siegte drei Mal bei den nationalen österreichischen Meisterschaften.

## Werdegang
Erste Erfolge erzielte Dominique Plattner schon in der Jugend. So siegte er 2006 bei der österreichischen Jugendmeisterschaft im Doppel mit Thomas Auer. 2007 nahm er an der Jugend-Europameisterschaft in Bratislava teil, wo er im Doppel mit Martin Storf das Endspiel erreichte.
Bis 2019 spielte Plattner beim österreichischen Bundesligaverein SPG Walter Wels, mit dem er 2018 die nationale Mannschaftsmeisterschaft gewann. Danach wechselte er zum Bundesligaverein SV EBE St. Urban, dem er 2024 zum Vizemeistertitel verhalf. Drei Titel gewann er bei den nationalen österreichischen Einzel-Meisterschaften: 2014 im Doppel mit Martin Storf und im Mixed mit Amelie Solja sowie 2016 im Einzel.
Plattner studierte an der Universität Split im Bereich Sport-Coaching Tischtennis. Von 2019 bis 2020 trainierte er die Herren der österreichischen Nationalmannschaft. Zudem arbeitet er im organisatorischen Bereich des Welt-Tischtennisverbandes ITTF.